# Lloyd Bacon
Lloyd Bacon (4. prosince 1889 San Jose – 15. listopadu 1955 Burbank) byl americký filmový režisér a filmový a divadelní herec. Jako herec působil zejména v raných filmech Charlieho Chaplina a spolupracoval také s Broncho Billy Andersonem.
Později se zaměřil zejména na režii a mezi lety 1920 a 1955 natočil více než 100 filmů. Režíroval filmy takřka všech žánrů včetně westernů, muzikálů a detektivních příběhů. Ve třicátých letech 20. století byl jedním z nejvýznamnějších režisérů společnosti Warner Bros. a pomohl tomuto studiu získat reputaci producenta filmů drsného a akčního stylu. Lloyd Bacon má svou hvězdu na hollywoodském chodníku slávy.

## Výběr z díla

### Herecká filmografie
- Chaplin v parku (1915)
- Chaplin v kabaretu (1915)
- Chaplin tulákem (1915)
- Chaplin se žení (1915)
- Chaplin boxerem (1915)
- Chaplin bankovním sluhou (1915)
- Chaplin obchodním příručím (1916)
- Chaplin hasičem (1916)
- Chaplin šumařem (1916)
- Chaplin ve filmovém ateliéru (1916)
- Chaplin na kolečkových bruslích (1916)
- Chaplin strážcem veřejného pořádku (1917)

### Režijní filmografie
- Footlight Parade (1933)
- 42. ulice (1933)
- San Quentin (1937)
- Poznamenaná žena (1937)
- A Slight Case of Murder (1938)
- The Oklahoma Kid (1939)
- Konvoj do Murmanska (1943)
- Pět Sullivanů (1944)